# جيسيكا ميلر
جيسيكا ميلر (بالإنجليزية: Jessica Miller) (و. 1981  م) هي متزلجة فنية كندية، ولدت في ويستيرفيل، أوهايو.

## روابط خارجية
- جيسيكا ميلر على موقع الاتحاد الدولي للتزلج (الإنجليزية)